# クリフトン・トルーマン・ダニエル
クリフトン・トルーマン・ダニエル（Clifton Truman Daniel、1957年6月5日 - ）は、アメリカ合衆国の著述家。元新聞記者。ハリー・S・トルーマンの初孫。
父はクリフトン・ダニエル。母はハリー・S・トルーマンの娘メアリー。2013年時点で20代の息子がいる。原子爆弾の被災地を訪問。

## 経歴
1957年、ハリー・S・トルーマンの一人娘のマーガレット・トルーマンと、ニューヨーク・タイムズ記者のエルバート・クリフトン・ダニエル・ジュニアの間に生まれる。ミルトン・アカデミー高校からノースカロライナ大学に進み、ウィルミントンの『モーニング・スター』の記者となった。また、タイリアン・ホールで演出において主要な役割を担った。
2000年ごろ、白血病を患い被爆10年後に12歳で亡くなるまで鶴を折り続けた佐々木禎子の兄・雅弘から電話をもらい、広島訪問を打診されて以来、訪日を真剣に検討し始めた。
2012年に初めて来日し、8月6日の広島平和記念式典と8月9日の長崎平和祈念式典に出席した。

## 原子爆弾についての見解
2015年4月28日、ニューヨークのジャパン・ソサエティーで被爆者とともに講演した。
広島と長崎を訪問したい気持ちがあったものの、自身がトルーマンの孫であるため「被爆者や遺族から非難される。私は行くべきでない」と考えていたという。平和記念式典に参列した後、「私を快く思わない被爆者もいることは知っているが、帰国後は本を書き、広島の被爆者の思いを広めたい」と語った。
ダニエルは「私なら被爆者にこう言える。祖父は戦争を早期に終結させ、アメリカ人の命を救うことを最優先にして原爆投下を決断した。彼は日本人の命も救いたいと願ってはいたが、優先的に考えたのは自国民の命だ。」と述べている。
毎年トルーマンの誕生日に開かれる追悼セレモニーで、2015年はトルーマンの親族が集まる中、ダニエルは出席しなかった。

## 主たる著作
- Growing Up with My Grandfather: Memories of Harry S. Truman, Carol Publishing Group, 1995, ISBN 978-1-55972-286-5.
- Building Successful Relationships Between Community Colleges and the Media: New Directions for Community Colleges, Number 110, Wiley, 2000, ISBN 978-0-7879-5427-7 (110th issue of the quarterly journal "New Directions for Community Colleges" Janel Henriksen Hastingsとの共著)
- Dear Harry, Love Bess: Bess Truman's Letters to Harry Truman, 1919–1943, Truman State University Press, 2011, ISBN 978-1-935503-26-2.